# بني هيجان (عبس)

تعديل مصدري - تعديل

بني هيجان هي إحدى قرى عزلة قطبة بمديرية عبس التابعة لمحافظة حجة، بلغ تعداد سكانها 146 نسمة حسب تعداد اليمن لعام 2004.